# روبرتو دوران
روبرتو دوران (بالإسبانية: Roberto Durán)‏ مواليد 16 يونيو 1951 في بنما، هو ملاكم بنمي يصنف ضمن فئة وزن فوق المتوسط. حقق بطولة رابطة الملاكمة العالمية وبطولة المجلس العالمي للملاكمة.

## إحصائيات
خاض خلال مسيرته 119 نزالا، فاز في 103 وخسر في 16. فاز بالضربة القاضية في 70 نزالا.

## وصلات خارجية
- روبرتو دوران على موقع بوكس ريك (الإنجليزية) (registration required)

- الموقع الرسمي